# Synopeas varipes
Synopeas varipes är en stekelart som först beskrevs av Alan John Harrington 1900.  Synopeas varipes ingår i släktet Synopeas och familjen gallmyggesteklar. Inga underarter finns listade i Catalogue of Life.